# Pene Pati
Pour les articles homonymes, voir Pati.
Pene Pati, né en 1987 dans la République des îles Samoa, est un chanteur d'opéra de tessiture ténor, spécialisé dans le répertoire lyrique et belcantiste.
Il chante sur toutes les scènes internationales depuis 2017 et connaît un succès grandissant qui le propulse au premier rang des jeunes artistes lyriques des scènes d'opéra. Son timbre solaire est souvent comparé à celui de Luciano Pavarotti et son style dans l'opéra français comme dans le bel canto italien, est apprécié.
Il a enregistré un premier CD en tant que soliste, salué par de nombreuses critiques dès sa sortie en mars 2022.

## Biographie

### Sole mio, le groupe
La famille de Pene Pati émigre à Māngere, banlieue d'Auckland en 1989 où il passe enfance et jeunesse, chantant en famille puis dans une chorale en lien avec l'équipe de rugby à laquelle il appartient au collège. Il prend plaisir au chant sans connaître vraiment les compositeurs d'opéra et son professeur l'encourage à persévérer dans ce domaine.
En 2011, il est remarqué par le ténor Dennis O'Neill qui l'invite à étudier à Cardiff pour « acquérir une bonne technique de bel canto ». Il y rencontre également la soprano Kiri Te Kanawa, dont la fondation soutiendra la formation du jeune ténor de 24 ans.
Sa carrière connaît ensuite plusieurs étapes, d'abord en Nouvelle-Zélande où il a longtemps résidé à South Auckland et où il se produit avec son frère Amitai, ténor également, et un cousin baryton, Moses Mackay, dans le cadre du trio Sole Mio (typographié SOLΞ MIO), tous trois d'origine samoane. Le premier album du groupe propose une version lyrique de nombreuses chansons populaires et traditionnelles, qui comprend également des airs célèbres d'opéra comme Nessun dorma de Turandot. L'album est l'enregistrement le plus vendu en Nouvelle-Zélande en 2014 et 2015, et le deuxième en 2016, remportant également deux fois de suite le premier prix lors des New Zealand Music Awards annuels.
Le groupe produit un deuxième album « On Another Note » le 9 octobre 2015 chez Universal Music Group. L'album a fait ses débuts à la première place du New Zealand Albums Chart.

### Les débuts d'une carrière internationale
Après avoir remporté plusieurs prix, dont le deuxième prix et le prix du public du concours Operalia-Plácido Domingo en 2015, le deuxième prix du concours Neue Stimmen et le prix Bel Canto Joan Sutherland et Richard Bonynge ainsi que le prix Montserrat Caballé en Espagne, Pene Pati aborde ses premiers rôles solistes sur les scènes d'opéra. Il a obtenu une bourse de l'Opéra de San Francisco en 2013 et se décide, après l'expérience Sole Mio, d'aborder enfin l'opéra par la grande porte. En 2017 il interprète le duc de Mantoue dans Rigoletto et les critiques saluent aussitôt sa performance, soulignant qu'il est encore un jeune élève du programme Adler du San Francisco Opera et il est déjà une révélation dans le rôle. Il remporte un nouveau succès avec sa prise de rôle en Roméo dans Roméo et Juliette, moins de deux ans plus tard, remplaçant le ténor Bryan Hymel initialement prévu.
C'est dans le rôle de Percy dans Anna Bolena, que le ténor samoan fait ses débuts en 2018, sur les scènes européennes, à l'Opéra de Bordeaux où il reviendra triomphalement en Roméo en 2020 aux côtés de Nadine Sierra. À Paris, son double début se fait en 2021, en Nemorino dans l'Elixir d'Amour à l'Opéra de Paris, puis, alors qu'il a chanté la veille Alfredo de la Traviata à Amsterdam, il remplace Jean-François Borras, à l'Opéra-Comique en Roméo, son incarnation étant à nouveau unanimement saluée. Désormais très demandé dans les emplois de ténor lyrique, Pene Pati a également fait ses débuts lors du premier trimestre 2022 successivement au Staatsoper de Vienne en Percy dans Anna Bolena, en Edgardo dans Lucia di Lamermoor au Teatro San Carlo de Naples, en Nicias dans Thaïs au théâtre des Champs-Élysées à Paris. Durant l'été, malgré le fait qu'il a contracté le COVID à la veille du Festival d'Aix-en-provence, il se produit en Aménophis dans Moïse et Pharaon de Rossini, dans une mise en scène de Tobias Kratzer.
À la rentrée 2022, il aborde à nouveau le Duc de Mantoue dans Rigoletto à l'opéra de Rouen en septembre, puis, pour la première fois, le Faust de la Damnation de Faust à l'opéra de Monte Carlo en novembre à l'occasion de la fête nationale monégasque et à l'occasion d'un hommage à Raoul Gunsbourg. En décembre il incarne le rôle-titre de Mitridate, re di Ponto de Mozart au Staatsoper de Berlin sous la direction de Marc Minkowski, dont l'une des représentations captée est disponible sur Medici TV.
Il aborde en mars 2023 à l'opéra de Bordeaux le rôle de Ferdinand dans la Favorite de Donizetti, lieu où il avait donné l'un de ses premiers récitals avec piano en France en 2020, et reprend le rôle de Rodolfo dans La Bohème de Puccini jouée au Théâtre des Champs-Elysées en juin 2023. Dans un entretien accordé à la revue en ligne Concertclassic, Pene Pati souligne sa volonté d'incarner un Rodolfo « moins lisse », en précisant : « Je voudrais souligner qu’il est artiste, poète, ce qui n’est pas banal et qu’il ne tombe pas amoureux de Mimi, sur un coup de tête ».
Il débute dans le Faust de Gounod, mis en scène par Tobias Kratzer, en septembre 2024 à l'Opéra de Paris Bastille, où il se fait remarquer par son style, la qualité de son interprétation et ses audaces stylistiques : il rajoute en effet un contre-ut dans le duo d'amour au troisième acte,. Il participe à la création de Mozart et Mevlana de Fazil Say au KKL de Lucerne à l'automne, avant de conclure 2024 avec ses débuts au Royal Opera et Ballett de Londres, dans La Bohème de Puccini, rôle qu'il reprend pour ses débuts à l'Opéra de Munich en février 2025.
En janvier 2025, il fait ses débuts sur la scène du Metropolitan Opera de New York dans Rigoletto de Giuseppe Verdi.
Les 2 et 4 février 2025, il chante pour la première fois Werther en version concert, au Victoria Hall de Genève puis à l'Opéra du Rhin à Strasbourg. Le critique de Forum Opéra s'interroge sur l'adéquation du ténor lyrique à ce rôle dramatique « Le Werther de Pene Pati serait-il un contre sens ? On pourrait en effet s’interroger si la lumière du timbre, caressant et soyeux, est la mieux à même de traduire les tourments du jeune homme torturé » pour conclure avec enthousiasme « Pourtant on ne peut que rendre les armes devant l’évidence de cette incarnation ».

### Vie privée
Pene Pati a épousé la soprano Amina Edris avec qui il se produit souvent sur scène notamment dans L'elisir d'amore  ou Roméo et Juliette et avec qui il a donné un récital gala à Prague le 31 janvier 2023, retransmis par Mezzo TV.

### Récompenses
Pene Pati emporte le Prix de l'Opera Magazine Readers 2022, le seul qui soit le résultat du vote du public parmi les International Opera Awards.

## Discographie
- Sole Mio - Universal Music Group - Novembre 2013 - CD (avec Amitai Pati et Moses Mackay)
- On another Note - Universal Music Group - Octobre 2015 - CD (avec Amitai Pati et Moses Mackay)
- A very merry Christmas - Universal Music Group - Novembre 2017 - CD (avec Amitai Pati et Moses Mackay)
- Coming Home - Universal Music Group - Novembre 2021 - CD (avec Amitai Pati et Moses Mackay
- En mars 2022, le label Warner Classics publie le premier album solo d'airs d'opéras de Pene Pati, un enregistrement studio de 25 titres avec l'Orchestre national Bordeaux Aquitaine sous la direction d'Emmanuel Vuillaume[36] :  Pene Pati, album solo - Warner classics - 25 mars 2022 - CD
- En septembre 2024, le label Warner Classics publie le deuxième album solo d'airs d'opéras de Pene Pati, Nessun Dorma,17 titres, avec Orchestre national Bordeaux Aquitaine sous la direction d'Emmanuel Vuillaume - 20 septembre 2024 - CD

## Distinctions
- Iosefa Enari Memorial Award (en) (2010)
- The Opera Magazine Readers’ Award (2022)